# كأس الكؤوس الإفريقية 2001
كأس الكؤوس الأفريقية 2001 هو الموسم 27 من كأس الكؤوس الأفريقية. أشرف على تنظيمه الاتحاد الأفريقي لكرة القدم، وكان عدد الأندية المشاركة فيه 37، وفاز فيه نادي كايزر تشيفز.